# Любень (Ленчицький повіт)
Любень (пол. Lubień) — село в Польщі, у гміні Ленчиця Ленчицького повіту Лодзинського воєводства.
Населення — 455 осіб (2011).
У 1975-1998 роках село належало до Плоцького воєводства.

## Демографія
Демографічна структура станом на 31 березня 2011 року:
|          | Загалом | Допрацездатний вік | Працездатний вік | Постпрацездатний вік |
| -------- | ------- | ------------------ | ---------------- | -------------------- |
| Чоловіки | 225     | 43                 | 148              | 34                   |
| Жінки    | 230     | 50                 | 138              | 42                   |
| Разом    | 455     | 93                 | 286              | 76                   |